# HMS Indomitable (1907)
HMS Indomitable − brytyjski krążownik liniowy z okresu I wojny światowej, należący do typu Invincible. Do służby wszedł w 1908 roku. Uczestniczył w działaniach wojennych na Morzu Śródziemnym i Północnym, w 1914 roku biorąc udział w pościgu za niemieckimi krążownikami oraz bombardowaniu pozycji tureckich w Dardanelach, w 1915 roku w bitwie na Dogger Bank oraz w bitwie jutlandzkiej w 1916 roku. Po zakończeniu wojny został przesunięty do rezerwy, a w 1921 roku sprzedany do stoczni złomowej.

## Projektowanie i budowa
W 1906 roku, po zaledwie czternastu miesiącach od dnia położenia stępki, wszedł do służby w Royal Navy nowatorski, zbudowany według koncepcji all-big-gun (same wielkie działa – jednolite uzbrojenie głównego kalibru), pancernik „Dreadnought”. Nieco wcześniej w tym samym roku rozpoczęto w brytyjskich stoczniach konstruowanie trzech okrętów, które dały początek nowej klasie krążowników liniowych. Łączyły one w sobie uzbrojenie nowych pancerników (drednotów) z prędkością, właściwą krążownikom.
Budowę przyszłego „Indomitable” rozpoczęto 1 marca 1906 roku w stoczni Fairfield w Govan. Wodowanie nastąpiło 16 marca 1907 roku, a okręt otrzymał swoją nazwę po raz pierwszy w historii Royal Navy. 20 czerwca 1908 roku w Portsmouth krążownik został oficjalnie przyjęty w skład brytyjskiej marynarki wojennej. Koszt budowy, bez uzbrojenia, wyniósł 1 662 337 funtów.

## Opis konstrukcji
Krążowniki liniowe typu Invincible miały długość całkowitą 172,8 m i szerokość maksymalną 23,9 m. Wyporność konstrukcyjna miała wynosić według projektu 17 250 ts, po wejściu „Indomitable” do służby określono ją na 17 410 ts, zaś pełną na 20 125 ts. Przeciętne zanurzenie przy wyporności konstrukcyjnej wynosiło 8 m, a przy pełnym obciążeniu 9,1 m.
Napęd okrętu stanowiły dwa zdwojone zespoły turbin parowych systemu Parsonsa, umieszczone w oddzielnych maszynowniach. Każdy składał się z dwóch turbin wysokiego ciśnienia, napędzających zewnętrzny wał napędowy oraz dwóch turbin niskiego ciśnienia, napędzających wał wewnętrzny. Ponadto okręty zostały wyposażone w dwie turbiny marszowe, dla niskich prędkości, również napędzające wały wewnętrzne. Sprawiały one jednak kłopoty w eksploatacji i nie były używane. Parę do turbin dostarczało 31 kotłów wodnorurkowych typu Babcock & Wilcox, opalanych węglem z zainstalowanym systemem wtryskiwaczy paliwa płynnego, rozmieszczonych w czterech oddzielnych kotłowniach. Łączna moc siłowni wynosiła 41 000 shp, co zapewniało projektowaną prędkość 25 węzłów. Na próbach „Indomitable” osiągnął 26,11 węzła przy mocy maksymalnej 47 791 shp. Okręt posiadał dwa stery, umocowane równolegle na rufie bezpośrednio za śrubami wewnętrznych wałów napędowych.

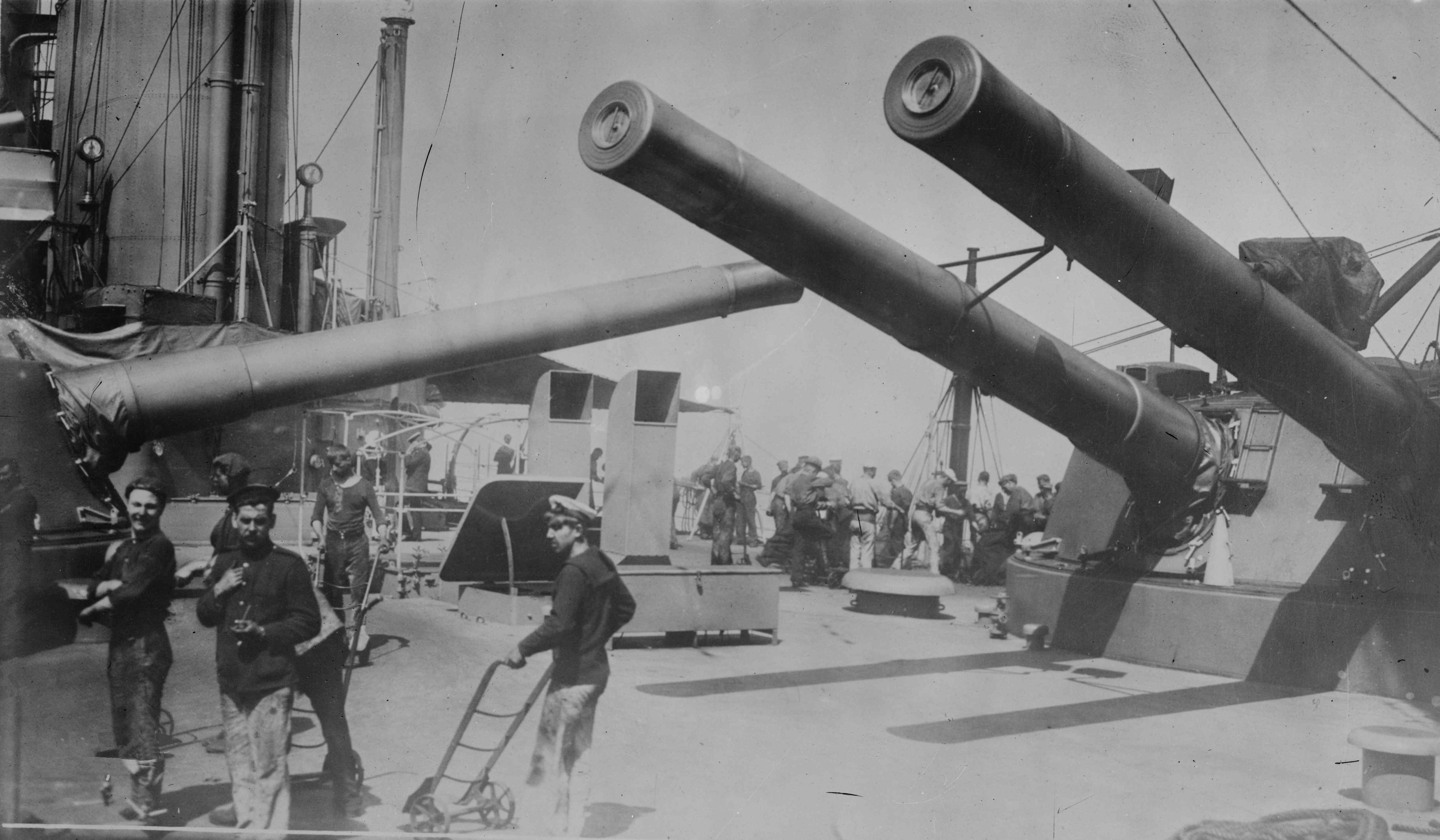
Wieże działowe na śródokręciu „Indomitable”

Głównym uzbrojeniem „Indomitable” było osiem armat BL Mk X kalibru 305 mm (12 cali), o długości lufy 45 kalibrów, umieszczonych w czterech wieżach artyleryjskich Mk BVIII, o klasycznym, hydraulicznym napędzie obrotu i podniesienia, identycznych jak montowane na „Dreadnoughcie” i pancernikach typów Lord Nelson oraz Bellerophon. Ich producentami był koncern Vickersa. Były one rozmieszczone po jednej na dziobie (wieża „A”) i rufie („X”), w osi symetrii okrętów oraz dwie diagonalnie na burtach na śródokręciu (wieże „P” na prawej i „Q” na lewej burcie). Do zwalczania lżejszych jednostek zainstalowano nowe armaty QF Mk III kalibru 102 mm (4 cale). W momencie wejścia do służby krążownik miał szesnaście takich dział, montowanych na podstawach PI* po cztery na nadbudówkach dziobowej i rufowej oraz po dwa na dachach wież artyleryjskich. W toku służby były one wymieniane na nowsze modele dział tego samego kalibru, a ich ilość była stopniowo redukowana na korzyść wprowadzanego na pokłady uzbrojenia przeciwlotniczego. Dane o jego liczbie i usytuowaniu są jednak niepełne. Najprawdopodobniej na „Indomitable” zamontowano początkowo pojedyncze działo Mk I kal. 76 mm, w 1917 roku uzupełnione działem BL Mk VII kal. 102 mm na podstawie przystosowanej do prowadzenia ognia przeciwlotniczego.
Broń podwodną stanowiło pięć podwodnych wyrzutni torpedowych kalibru 450 mm (18 cali), jedną na rufie, cztery prostopadle do osi podłużnej okrętów, po dwie na burcie, w części dziobowej. Zapas torped wynosił 23 sztuki. Uzbrojenie uzupełniało pięć (według innych źródeł siedem) przenośnych karabinów maszynowych Maxim kal. 7,7 mm.
Wobec założeń przyjętych podczas projektowania okrętów typu Invincible oraz konieczności poczynienia znacznych oszczędności tonażowych dla zrównoważenia wagi rozbudowanej siłowni, ochrona pancerna nowych jednostek pozostała niemal na poziomie starszych krążowników pancernych typu Minotaur. Główny pas pancerny na burcie miał grubość 152 mm i rozciągał się pomiędzy dziobową i rufową wieżą artyleryjską. Tworzył on pancerną cytadelę, chroniącą najważniejsze mechanizmy okrętów, zamkniętą z przodu i z tyłu grodziami pancernymi o grubości odpowiednio 178 i 152 mm. Pancerz na dziobie, poza obszarem cytadeli, miał grubość 102 mm. Czoła wież artyleryjskich i ich barbety poza obszarem chronionym głównym pasem pancernym miały grubość 178 mm, dachy wież 76 mm, a boki 64 mm. Ochronę poziomą stanowiły dwa pokłady pancerne: górny o grubości 19−25 mm i dolny, gruby na 38−64 mm. Zabezpieczeniem przed skutkami wybuchów podwodnych były pancerne osłony komór amunicyjnych o grubości 64 mm. Przestrzeń pomiędzy osłonami a burtami była wypełniona węglem. Całość opancerzenia wykonana była z utwardzanej powierzchniowo stali Kruppa.
Po bitwie jutlandzkiej wzmocniono ochronę pokładu, dodając dodatkowe opancerzenie o masie do 100 ton nad komorami amunicyjnymi. Na przełomie 1917 i 1918 roku okręt otrzymał platformy startowe na wieżach artyleryjskich na śródokręciu i po jednym samolocie Sopwith Camel i Sopwith 1½ Strutter.
Projektowana załoga okrętu miała liczyć 781 oficerów, podoficerów i marynarzy.

## Przebieg służby

### Okres przed I wojną światową
Po przyspieszonym wcieleniu do Royal Navy „Indomitable”, z Księciem Walii na pokładzie, wyruszył w swój dziewiczy rejs przez Atlantyk, na obchody trzechsetlecia Quebecu. Towarzyszył mu krążownik pancerny „Minotaur”. Pierwszym dowódcą okrętu był komandor Herbert G. King-Hall. Po powrocie krążownik został 10 sierpnia 1908 roku skierowany do stoczni w Chatham, gdzie dokończono jego wyposażanie. Ponownie do linii wszedł w październiku, po czym dołączył do Nore Division. W marcu 1909 roku przetransferowano go do 1. Eskadry Krążowników Home Fleet, od 26 lipca tegoż roku pełnił funkcję okrętu flagowego jej dowódcy, kontradmirała Stanleya Colville’a, 24 lutego 1911 roku zastąpionego na stanowisku przez kontradmirała Lewisa Bayly'ego. Równocześnie następowały zmiany na stanowisku dowódcy okrętu: od 26 lipca 1909 roku był nim komandor Charles Martin-de-Bartolomé a od 3 stycznia 1911 roku komandor Artur A.M. Duff.
Od lutego do kwietnia 1911 roku oraz od listopada 1911 do lutego 1912 roku „Indomitable” przebywał w stoczni, obsadzony jedynie załogą szkieletową. Po zakończeniu drugiego remontu został przeniesiony do 2. Eskadry Krążowników, jako okręt flagowy kontradmirała George’a Warrendera. Jednocześnie jego dowódcą został komandor George H. Baird. 17 marca tegoż roku odniósł niewielkie uszkodzenia w kolizji ze stawiaczem min „C4”. 11 grudnia 1912 roku krążownik został czasowo przydzielony do 1. Eskadry Krążowników (od stycznia 1913 roku przemianowanej na 1. Eskadrę Krążowników Liniowych), a jego dowódcą został komandor Francis W. Kennedy.

### We Flocie Śródziemnomorskiej

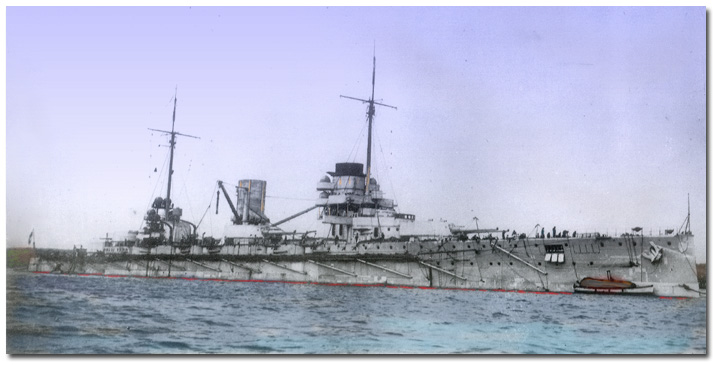
SMS „Goeben”

Kolejna zmiana przydziału „Indomitable” nastąpiła w sierpniu 1913 roku, gdy wraz z bliźniaczymi „Inflexible” i „Invincible” został przebazowany na Maltę, gdzie stworzyły 2. Eskadrę Krążowników Liniowych w składzie Floty Śródziemnomorskiej. W grudniu „Invincible” powrócił do Wielkiej Brytanii, zastąpiony przez „Indefatigable”. W lipcu 1914 roku „Indomitable” został odstawiony do stoczni w La Valetta dla przeprowadzenia niezbędnego remontu, który został jednak odwołany przez dowódcę Floty, admirała Archibalda Berkeley Milne’a, w związku z narastającym napięciem międzynarodowym po zamachu w Sarajewie. Potencjalnie najpoważniejszym zagrożeniem dla brytyjskich i francuskich działań na obszarze Morza Śródziemnego była niemiecka Eskadra Śródziemnomorska, składająca się z krążowników: liniowego „Goeben” i lekkiego „Breslau”. Według brytyjskiej Admiralicji zespół admirała Milne’a miał współdziałać z francuską Flotą Śródziemnomorską w osłonie transportów wojsk kolonialnych z francuskiej Algierii do Europy. W tym celu po rozpoczęciu działań wojennych, brytyjskie krążowniki liniowe rozpoczęły patrolowanie rejonu Cieśniny Otranto.
4 sierpnia rano, tuż po wypowiedzeniu Francji wojny przez II Rzeszę, niemieckie okręty zbombardowały dwa algierskie porty: Philippeville i Bône. Powracające do włoskiej Mesyny napotkały na swej drodze płynące w przeciwnym kierunku „Indomitable” i „Indefatigable”. Ponieważ w tamtej chwili Wielka Brytania nie była jeszcze w stanie wojny z Niemcami (wypowiedzenie wojny nastąpiło o północy czasu niemieckiego, po upłynięciu terminu brytyjskiego ultimatum i niemieckiej agresji na neutralną Belgię), okręty brytyjskie rozpoczęły jedynie, po zmianie kursu, śledzenie niemieckiej eskadry. Jednak z powodu kłopotów z urządzeniami napędowymi (prędkość maksymalna „Indefatigable” nie przekraczała 23 węzłów) nie były w stanie utrzymać kontaktu wzrokowego.
Spodziewając się kolejnej akcji Niemców przeciwko francuskim transportom, admirał Milne zgrupował większość swoich okrętów, w tym „Indomitable”, na zachód od Mesyny. Tymczasem niemiecki dowódca, kontradmirał Wilhelm Souchon, opuścił 6 sierpnia po południu port w Mesynie i skierował się w stronę Konstantynopola. Admirał Milne, nie będąc pewien intencji przeciwnika, pozostawił swe krążowniki liniowe na miejscu, a później rozkazał im powrócić na Maltę celem uzupełnienia paliwa. Ponownie wyszedł w morze dopiero po północy 8 sierpnia, kierując się początkowo w stronę Cieśniny Otranto. Dopiero 9 sierpnia otrzymał od Admiralicji wyraźny rozkaz podjęcia pościgu za niemiecką eskadrą, która jednak minęła już przylądek Matapan i 11 sierpnia wpłynęła bezpiecznie do Konstantynopola, gdzie wkrótce obydwa krążowniki zostały formalnie wcielone do tureckiej marynarki wojennej. Efektem udanej ucieczki niemieckich okrętów była konieczność utrzymywania przez Royal Navy ciężkich okrętów: „Indomitable” i „Indefatigable”, wzmocnionych lekkim krążownikiem „Gloucester” w rejonie Dardaneli. „Indomitable” opuścił na krótko, pomiędzy końcem sierpnia a wrześniem, Morze Egejskie, udając się do Gibraltaru.
2 listopada sprzymierzona z Wielką Brytanią Rosja wypowiedziała wojnę Turcji. Następnego dnia brytyjskie okręty otrzymały sygnowany przez Pierwszego Lorda Admiralicji, Winstona Churchilla, rozkaz zbombardowania umocnień tureckich na półwyspie Gallipoli. Akcję przeprowadziły krążowniki liniowe „Indomitable” i „Indefatigable”, wspierane przez dwa francuskie przeddrednoty. W czasie dwudziestominutowego ostrzału fortu Suddel Bahr celny pocisk z „Indefatigable” spowodował eksplozję magazynu amunicji i śmierć 86 tureckich żołnierzy. Wystrzelenie ogółem 46 pocisków kalibru 305 mm to była bardziej demonstracja siły ze strony okrętów ententy, tym bardziej, że Wielka Brytania i Turcja wciąż formalnie nie znajdowały się w stanie wojny. Oficjalne wypowiedzenie wojny nastąpiło dopiero 5 listopada. W grudniu 1914 roku „Indomitable” opuścił Morze Śródziemne, wracając na wody brytyjskie, gdzie dołączył do Grand Fleet. 26 tego miesiąca spotkał się na morzu, na północny wschód od Firth of Forth, z okrętami 1. Eskadry Krążowników Liniowych wiceadmirała Davida Beatty’ego.

### Bitwa na Dogger Bank

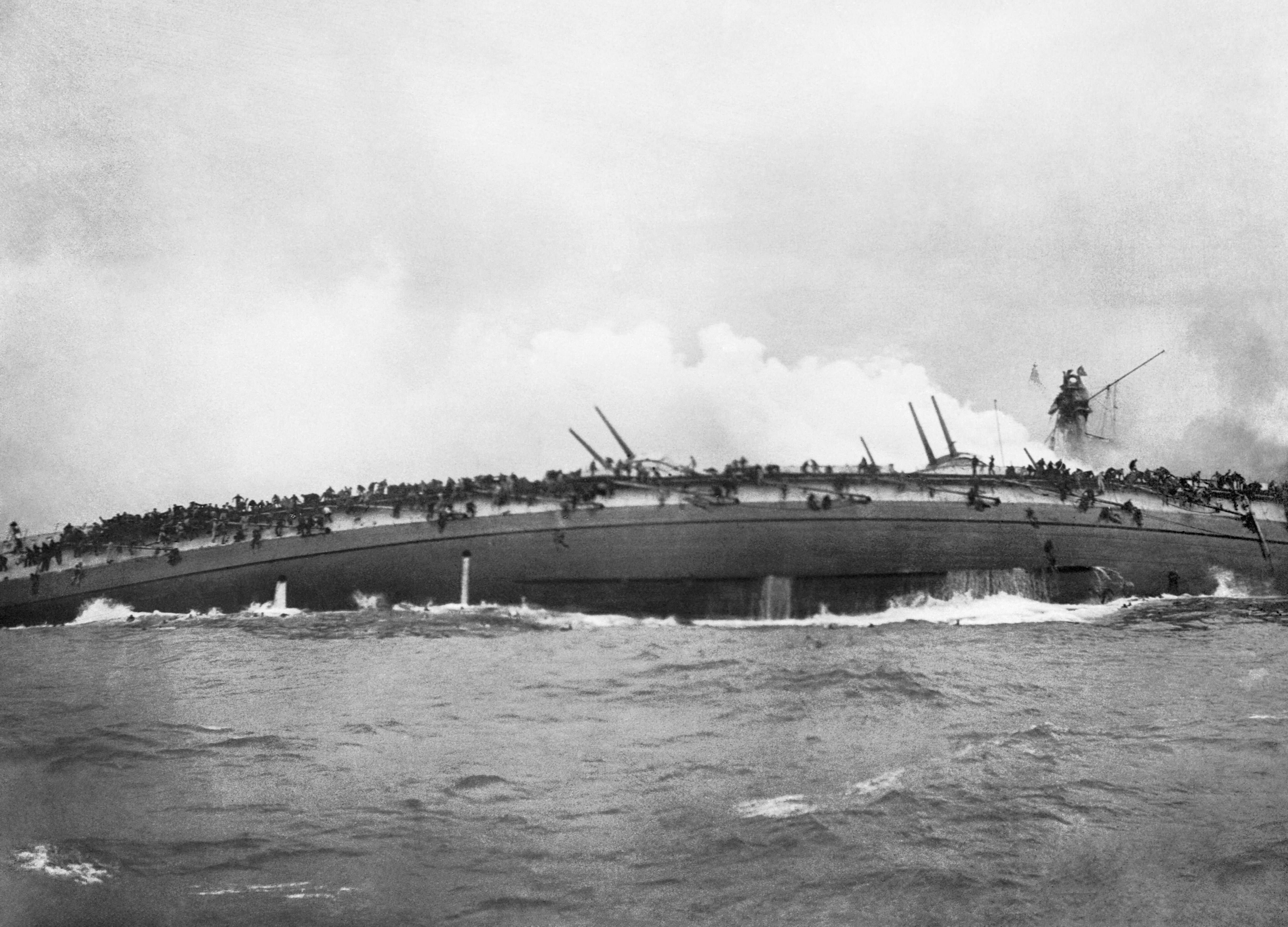
Tonący krążownik pancerny „Blücher”

W styczniu 1915 roku „Indomitable” wraz z „New Zealand” tworzyły 2. Eskadrę Krążowników Liniowych, dowodzoną przez kontradmirała Archibalda Moore’a. W tym czasie niemieckie dowództwo postanowiło zaatakować okręty brytyjskie patrolujące rejon Dogger Bank. Dowodzący Hochseeflotte admirał Friedrich von Ingenohl powierzył to zadanie 1. Grupie Rozpoznawczej kontradmirała Franza von Hippera, wzmocnionej czterema krążownikami lekkimi 2. Grupy Rozpoznawczej i 18 kontrtorpedowcami osłony. Eskadra niemiecka opuściła kotwicowisko 23 stycznia. Obok krążowników liniowych „Seydlitz”, „Derfflinger” i „Moltke” znalazł się w niej krążownik pancerny „Blücher”, wolniejszy i słabiej uzbrojony od pozostałych okrętów. Miały one zaatakować brytyjskie trawlery, łowiące ryby w rejonie ławicy oraz ich ewentualną eskortę, patrolującą akwen.
Dzięki wykryciu i rozszyfrowaniu niemieckich sygnałów radiowych brytyjska Admiralicja miała rozeznanie w planie działania i ruchach okrętów admirała Hippera. Przeciwko nim zostały wysłane krążowniki liniowe 1. i 2. Eskadry Krążowników Liniowych dowodzone przez admirała Davida Beatty’ego, 2 Eskadra Krążowników Lekkich komodora Williama Goodenougha oraz okręty Harwich Force komodora Reginalda Tyrwhitta. Ogółem dysponowali oni pięcioma krążownikami liniowymi („Lion”, „Tiger”, „Princess Royal”, „New Zealand”, „Indomitable”), siedmioma krążownikami lekkimi i 35 niszczycielami.
Okręty obydwu stron nawiązały kontakt wzrokowy o godzinie 7.14 rano 24 stycznia 1915 roku. Brytyjskie krążowniki liniowe otworzyły ogień o 9.05, jako pierwszy cel obierając pozostającego w tyle za resztą eskadry niemieckiej „Blüchera”. W wyniku skoncentrowanego ognia krążownik pancerny zatonął o 12.13 wraz z 792 członkami załogi. Skupienie się Brytyjczyków na zniszczeniu najsłabszego z niemieckich okrętów pozwoliło pozostałym oderwać się od przeciwnika. Poważnie uszkodzony został „Seydlitz”, ponadto trafione zostały „Derfflinger” oraz lekki krążownik „Kolberg”. Po stronie brytyjskiej poważne uszkodzenia odniósł „Lion” i jeden z niszczycieli, lżejsze „Tiger”.
„Indomitable”, będąc najwolniejszym z krążowników liniowych Davida Beatty’ego, odpadł od szyku i dotarł na pole bitwy już po najważniejszych rozstrzygnięciach. Wziął udział jedynie w dobiciu broniącego się zaciekle „Blüchera”. Artylerzyści brytyjskiego okrętu wystrzelili podczas bitwy 134 pociski kalibru 305 mm, oraz dwa szrapnele do sterowca L5. W odpowiedzi krążownik otrzymał jedno trafienie pociskiem kalibru 210 mm, który niegroźnie zrykoszetował po pokładzie. Po bitwie wziął na hol poważnie uszkodzonego „Liona”.
Po bitwie na Dogger Bank nowe dowództwo Hochseeflotte zrezygnowało z wykorzystywania w akcjach bojowych dużych okrętów nawodnych, koncentrując się na działaniach U-Bootów. W efekcie także Grand Fleet, a wraz z nią krążowniki liniowe, zamiast działań bojowych, skupiła się na prowadzeniu manewrów, pozostając w gotowości na wypadek ewentualnego ataku. 
Na przełomie stycznia i lutego 1915 roku nastąpiła reorganizacja jednostek krążowników liniowych Grand Fleet. Utworzona została Flota Krążowników Liniowych (ang.: Battle Cruiser Fleet) pod dowództwem admirała Beatty’ego oraz trzy eskadry krążowników liniowych. Wszystkie jednostki typu Invincible weszły w skład 3. Eskadry Krążowników Liniowych, dowodzenie którą objął kontradmirał Horace Hood na „Invincible”. „Indomitable” dołączył do niej dopiero na początku marca, wcześniej przebywając w stoczni remontowej po pożarze, spowodowanym wadliwym działaniem instalacji elektrycznej. W drodze do Rosyth, 11 marca 1915 roku, obserwatorzy na krążowniku zauważyli U-Boota, przygotowującego się do ataku na okręt. Szybki manewr wykonany przez Brytyjczyków zmusił okręt podwodny do zanurzenia, po czym dalszy rejs przebiegł już bez wydarzeń.

### Bitwa jutlandzka
W maju 1916 roku wszystkie trzy krążowniki 3. Eskadry przeszły z Rosyth do Scapa Flow, dołączając do głównych sił Grand Fleet na czas ćwiczeń artyleryjskich. 30 maja flota brytyjska otrzymała rozkaz wyjścia w morze, spowodowany przechwyceniem i rozszyfrowaniem niemieckiej korespondencji radiowej. Wynikało z niej, że Hochseeflotte przygotowuje na najbliższe dni akcję ofensywną. 3. Eskadra Krążowników Liniowych, przebywająca na akwenie ćwiczeń, miała je natychmiast przerwać i dołączyć do sił głównych.
Bitwę rozpoczęły po obydwu stronach krążowniki liniowe. W pierwszej fazie starcia Brytyjczycy ponieśli poważne straty: po eksplozjach komór amunicyjnych zatonęły „Indefatigable”” i „Queen Mary”. W kolejnych godzinach, gdy na pole walki dotarła całość sił Grand Fleet, admirał John Jellicoe zdecydował dołączyć 3. Eskadrę do pozostałych okrętów Davida Beatty’ego, po raz kolejny atakujących linię jednostek niemieckich. O godzinie 5.36 (czasu GMT) zespół kontradmirała Hooda starł się z niemieckimi krążownikami lekkimi 2. Grupy Rozpoznawczej. Wkrótce potem, jako awangarda floty brytyjskiej, związały się walką z groźniejszym przeciwnikiem: niemieckimi krążownikami liniowymi admirała Hippera. Artylerzyści „Indomitable” uzyskali w tej fazie bitwy trzy trafienia na „Derfflingerze” i jedno na „Seydlitzu”. Jednak ich niemieccy przeciwnicy okazali się skuteczniejsi: kilka minut po 6.30 celne salwy nakryły „Invincible”, powodując, podobnie jak na wcześniej zniszczonych okrętach, eksplozję ładunków i zatopienie jednostki wraz z niemal całą załogą.
W dalszej części bitwy „Indomitable” wraz z „Inflexible” współdziałały ściśle z pozostałymi krążownikami admirała Beatty’ego. Pierwszy z nich ostrzelał krążownik lekki „Regensburg” i niemieckie niszczyciele, a następnie ponownie „Seydlitza” i przeddrednot „Pommern”, uzyskując pojedyncze trafienie na tym ostatnim. Rankiem 1 czerwca oddał jeszcze dwa wystrzały w stronę sterowca L11. Ogółem działa 305 mm okrętu wystrzeliły 175 pocisków. Podczas bitwy jutlandzkiej „Indomitable” nie poniósł żadnych strat. 2 czerwca powrócił na kotwicowisko w Firth of Forth.

### Ostatnie lata służby

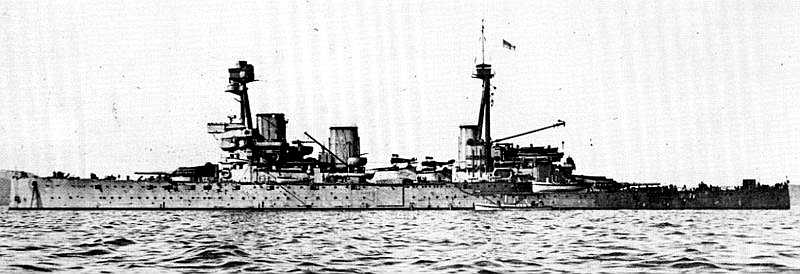
HMS „Indomitable” w 1918 roku, widoczne samoloty na śródokręciu

W wyniku strat, poniesionych przez Royal Navy w bitwie jutlandzkiej, konieczne było przeorganizowanie sił wiceadmirała Beatty’ego. 5 czerwca „Indomitable” i „Inflexible” wraz z flagowym HMAS „Australia” utworzyły 2. Eskadrę Krążowników Liniowych. Nowym dowódcą okrętu został komandor Michael H. Hodges. Jednak ograniczona po czerwcu 1916 roku aktywność Hochseeflotte sprawiła, że okręt nie uczestniczył już w akcjach bojowych. Najważniejszymi wydarzeniami w końcowych latach służby były: kolejna zmiana dowódcy, którym od 13 sierpnia 1917 roku został komandor Ernest K. Loring, ustawienie na wieżach artyleryjskich śródokręcia platform startowych dla samolotów oraz uczestnictwo w poddaniu się floty niemieckiej 21 listopada 1918 roku.
W styczniu 1919 roku „Indomitable” został wycofany ze składu 2. Eskadry Krążowników Liniowych, a od lutego przetransferowany do Floty Rezerwowej w Nore. Oficjalnie zakończył służbę 31 marca 1920 roku, 1 grudnia został sprzedany stoczni złomowej w Dover, gdzie przybył 30 sierpnia 1922 roku i do roku następnego został rozebrany.